# Hugh Laurie

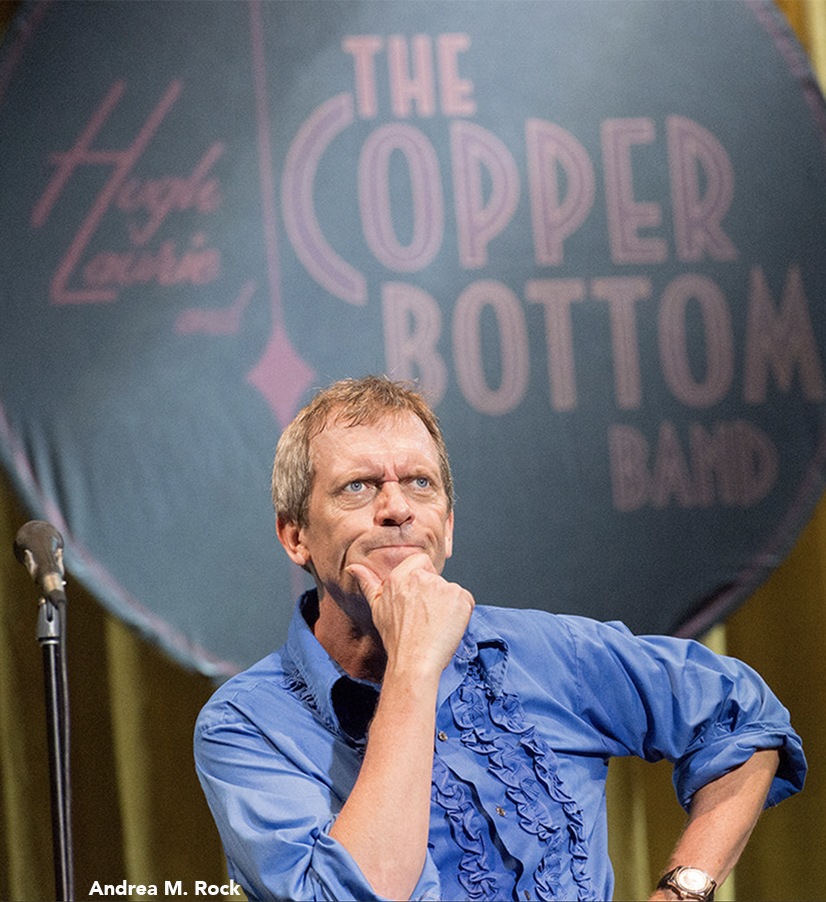
Laurie tocando en Rosario, Argentina, el 10 de junio de 2012 con The Copper Bottom Band.

James Hugh Calum Laurie (Oxford, Inglaterra, 11 de junio de 1959) es un actor, humorista, escritor, músico y cantante británico.
En televisión es mundialmente conocido por su papel protagonista de la serie de televisión House M. D. (2004-2012). Laurie ha conseguido gracias a esta el premio Globo de Oro al mejor actor dramático en dos años consecutivos (2005 y 2006).
En cine, es conocido por interpretar al personaje de Frederick Little, en las películas infantiles Stuart Little, Stuart Little 2 y Stuart Little 3, así como interpretar al villano Jasper en la película de Disney, en 1996, 101 Dalmatians.
En el mundo musical, forma parte de la banda benéfica Band From TV y en 2011 estrenó su primer trabajo musical Let Them Talk.

## Biografía
Nació en Oxford (Oxfordshire), Inglaterra (Reino Unido). Es el más joven de cuatro hijos (un hermano, Charles; y dos hermanas, Susan y Janet). Su padre, Ran Laurie, fue médico y también medallista olímpico, ganando el oro en los Juegos de Londres 1948 en remo.
Aunque Laurie se crio como niño presbiteriano de la iglesia (comunión anglicana), fue educado en Oxford y estudió en la Dragon School. Más tarde pasó a Eton y luego a Selwyn College de Cambridge, donde estudió arqueología y antropología. Durante su estancia en Cambridge, fue miembro de Footlights, el club universitario de interpretación del que han salido muchos actores y cómicos conocidos, como Emma Thompson. Llegó a ser presidente del club en 1981.
Al igual que su padre, Laurie era remero en la escuela y en la universidad. En 1977, era integrante del par con timonel júnior que ganó el título nacional británico, antes de representar al equipo de Gran Bretaña de la Juventud en ese mismo año en el Campeonato Mundial Juvenil de Remo. En 1980, Laurie y su compañero de remo, Palmer, fueron subcampeones en las copas de plata dos sin timonel para el club de remo de Eton Vikings. Más tarde, en ese mismo año, participó en la Regata Oxford-Cambridge y su equipo perdió por cinco pies. Durante este tiempo, Laurie entrenaba aproximadamente ocho horas al día y estaba en curso para convertirse en un estándar de remo olímpico. Laurie es miembro del Leander Club, uno de los clubes más antiguos de remo en el mundo.
Durante un tiempo, se vio obligado a abandonar este deporte por contraer Mononucleosis infecciosa. En estas circunstancias, se unió a los Footlights de Cambridge, punto de partida de numerosos cómicos británicos. Allí conoció a Emma Thompson, con quien tuvo relación amorosa. Gracias a ella, conoció a su amigo y futuro compañero de comedia Stephen Fry. En 1981, mientras Emma Thompson era la vicepresidenta, Laurie fue presidente del Footlights. Laurie, Fry y Thompson hicieron una parodia de sí mismos en la serie de televisión The Young Ones.

### Carrera

#### Actoral
Fry y Laurie han sido protagonistas de la serie de televisión Jeeves and Wooster, una adaptación de los relatos de P. G. Wodehouse sobre los personajes del mismo nombre. Laurie encarnaba a Bertie Wooster y Fry a su mayordomo, Jeeves; en el papel del amable y fútil Bertie, Laurie tuvo ocasión de emplear su talento como pianista y cantante.
Una de sus primeras apariciones fue durante los 80's en un comercial de Polaroid.
Sin embargo, como Fry, Laurie se diversificó como actor en varios papeles cómicos (como en la serie La Víbora Negra, con Rowan Atkinson como el príncipe George) compaginándolos con otros papeles de talante más serio en películas como Los amigos de Peter y Sentido y sensibilidad. Otras apariciones incluyen Spiceworld (la película del grupo musical Spice Girls), Maybe Baby y Stuart Little.
En 1998 aparece en un episodio de la serie estadounidense Friends en el que interpreta a un co-pasajero que acompaña a Rachel en el avión que viaja hacia Londres.
Desde 2002, Laurie ha sido un rostro familiar en los dramas británicos, participando como estrella invitada ese año en dos episodios de la primera temporada de la serie thriller de espías Spooks en la BBC. Entre otras cosas más, ha puesto voz a un personaje de la serie Padre de familia en el episodio "Uno por el almeja, dos por el mar".
En 2004 se estrenó la serie House M. D., un drama médico donde Laurie encarnaba a un médico misántropo. Dicha serie fue la que catapultó a Laurie al estrellato internacional, y además le hizo ganar dos Globos de oro al mejor actor de serie dramática. Hugh Laurie se convirtió en uno de los actores de televisión mejor pagados del mundo. House finalizó en 2012, en su octava temporada, por decisión del propio actor y de los productores.
En 2016, se estrenó la miniserie El infiltrado, en la que es protagonista.
En cuanto a su carrera cinematográfica destacan sus papeles protagónicos en Stuart Little, Stuart Little 2 y Stuart Little 3: Aventura en el bosque, The Oranges o Los amigos de Peter. También ha participado en Sense and Sensibility, 101 Dalmatians, El hombre de la máscara de hierro, El vuelo del Fénix o Dueños de la calle, actuando como jefe de asuntos internos de la policía. También se ha anunciado, que aparecerá en Mister Pip'.

#### Literaria
Hugh Laurie es también conocido por su faceta literaria. En 1996 fue publicado su libro The Gun Seller (en España, Una noche de perros, y en Latinoamérica, El vendedor de armas), una novela de suspense con toques humorísticos, que llegó a ser superventas. Actualmente, Laurie se encuentra trabajando en su segunda novela, The Paper Soldier, la cual sería una secuela de su primer libro, originalmente programada para ser lanzada en septiembre de 2009, pero ahora retrasada indefinidamente.

#### Musical
Desde los seis años Laurie estuvo recibiendo clases de piano. Actualmente toca piano, guitarra, batería, armónica y saxofón.
Su talento musical lo ha demostrado, sobre todo, en series de televisión, como en A bit of Fry & Laurie o en House M.D., así como cuando fue anfitrión de Saturday Night Live en octubre de 2006. Forma parte del grupo de rock Band From TV, siendo teclista y vocalista.
El 26 de julio de 2010 fue anunciado que Laurie lanzaría un álbum de blues, después de firmar un contrato con la Warner Bros. El 15 de mayo de 2011, Laurie publicó su disco de blues Let Them Talk, que se publicó en España casi un mes después.
En 2012 ante la gran demanda de público la gira se ha convertido en un fenómeno mundial con conciertos en Estados Unidos, Argentina, Chile, Ucrania, Rusia, Escocia, Inglaterra, Holanda, Francia (dos noches seguidas en París en el Olympia y el Grand Rex), Suiza, Alemania, Mónaco, España y Portugal. En la gira Hugh Laurie canta, toca el piano y la guitarra y va acompañado de una excelente banda de músicos: Jay Bellerose (batería), Kevin Breit (guitarra), Vincent Henry (vientos), David Piltch (bajo) y Patrick Warren (teclados/acordeón). En 2013 realizó una canción con la cantante guatemalteca Gaby Moreno.
Los días 15 y 16 de marzo de 2014 realizó dos conciertos en el Teatro Gran Rex de Buenos Aires, en los que participó Gaby Moreno integrando el personal de músicos de su banda. El Opening Act de ambos días estuvo a cargo del dúo argentino Diemen Noord

### Vida personal
En la Universidad conoció a la actriz Emma Thompson en un grupo de actores que había en la Universidad; salieron juntos. Entre ese grupo de actores también se encontraba Stephen Fry.
Hugh Laurie está casado con Jo Green desde 1989 con la que tiene tres hijos: Charlie (nació en 1989), Will (1990) y Rebbeca (1992). Tiene fijada su residencia en el norte de Londres aunque pasó largas temporadas en Los Ángeles debido a la serie House, M.D que se rodaba allí. Se confiesa aficionado a las motos desde que su padre le regaló una a los 16 años y le encanta la música, de hecho, aparte de cómico, en la serie de sketchs inglesa A Bit of Fry and Laurie aparecía numerosas veces tocando el piano, la guitarra, la armónica o la batería.
A finales de 2007, durante el rodaje de la tercera temporada de House, le detectaron depresión debido al alejamiento de su familia, que vivía en Reino Unido, quienes posteriormente se mudaron a los Estados Unidos.
En referencia a las motos, tiene aproximadamente unas diez, entre ellas la réplica de la que montaba su amigo Nicky Hayden y que él mismo conduce en la serie.
En julio de 2005, Laurie fue nominado a los Premios Emmy por su papel en House. Aunque no lo ganó, recibió el reconocimiento a su trabajo en forma de Globo de Oro en 2006. En 2006 presenta en España el libro Una noche de perros editado por la Editorial Planeta, traducción del antes mencionado The Gun Seller. En 2007 obtuvo nuevamente el Globo de Oro a mejor actor serie de drama por su papel en House M.D., y también fue nominado nuevamente en los Premios Emmy. Fue nombrado caballero de la Orden del Imperio Británico por la reina Isabel II, por lo que su nombre se suele citar junto con las iniciales OBE. En 2009 es nominado y elegido como mejor estrella de TV masculina en la 35.º entrega anual en los People's Choice Awards. En enero de 2009, Hugh Laurie obtuvo un premio del Sindicato de Actores, una distinción otorgada por los mismos pares, quienes lo nombraron como el mejor actor de serie dramática.
Finalmente en el 2014 recibió la presea "Luna del Auditorio", premio otorgado por el Auditorio Nacional del México en la categoría Jazz y Blues por su participación el 10 de junio junto a The Cooper Bottom Band. Por cuestiones de trabajo Laurie no pudo asistir a la entrega que se realizó en la Ciudad de México.
Laurie se ha declarado abiertamente ateo.

## Filmografía

### Cine
- 1981 - The Cellar Tapes
- 1985 - Plenty
- 1989 - Strapless
- 1992 - Los amigos de Peter
- 1995 - Sentido y sensibilidad
- 1996 - 101 Dalmatians
- 1997 -  Spice World ** Los Borrowers
- 1998 - Cousin Bette (La prima Bette)
- 1998 - El hombre de la máscara de hierro
- 1999 - Stuart Little
- 2000 - Maybe Baby
- 2000 - Carnivale
- 2001 - Judy Garland
- 2001 - Chica de Río
- 2002 - Stuart Little 2
- 2004 - El vuelo del Fénix
- 2005 - Stuart Little 3: Aventura en el bosque
- 2008 - Street Kings
- 2009 - Monsters vs Aliens (Voz)
- 2010 - Hop
- 2011 - Arthur Christmas: Operación regalo
- 2011 - La hija de mi mejor amigo como David
- 2012 - Mister Pip como Mr. Watts
- 2015 - Tomorrowland: El mundo del mañana como David Nix
- 2018 - Holmes and Watson como Mycroft Holmes
- 2019 - The Personal History of David Copperfield como Mr. Dick
- 2022 - Las aventuras de Mauricecomo Maurice
- 2023 -  Mi amigo el fantasmacomo The Green Reaper

### Televisión
- 1979-1980 - Friday Night, Saturday Morning
- 1982 - The Young Ones
- 1983-1984 - Alfresco (serie de TV)
- 1987 - La Víbora Negra (tercera temporada)
- 1989 - La Víbora Negra (cuarta temporada)
- 1989-1995 - A Bit of Fry and Laurie
- 1990-1993 - Jeeves & Wooster
- 1998 - Friends (cuarta temporada, ep 23)
- 2001 - Padre de familia (tercera temporada)
- 2004-2012 - House, M.D
- 2009 - Padre de familia (octava temporada)
- 2010 - Los Simpson (Treehouse of Horror XXI)
- 2016 - Chance (como Dr. Eldon Chance)
- 2016 - El infiltrado (como Richard Onslow Roper)[3]
- 2020 - Roadkill (como Peter Laurence)
- 2020 - Avenue 5 (como Ryan Clark)
- 2023 - La luz que no puede verse - Netflix

## Discografía
| Año  | Álbumes | Posición en las listas de ventas | Posición en las listas de ventas | Posición en las listas de ventas | Posición en las listas de ventas | Posición en las listas de ventas | Posición en las listas de ventas | Posición en las listas de ventas | Posición en las listas de ventas | Posición en las listas de ventas | Posición en las listas de ventas | Premios                               |
| Año  | Álbumes | UK                               | AUS                              | AUT                              | FRA                              | GER                              | IRE                              | NL                               | NZ                               | SWI                              | US                               | Premios                               |
| ---- | --- | -------------------------------- | -------------------------------- | -------------------------------- | -------------------------------- | -------------------------------- | -------------------------------- | -------------------------------- | -------------------------------- | -------------------------------- | -------------------------------- | ------------------------------------- |
| 2011 | Let Them Talk - Fecha de lanzamiento: 18 de abril de 2011 - Productora: Warner Bros. - Formatos: CD, vinilo y plataformas de descarga. | 2                                | 37                               | 1                                | 2                                | 8                                | 14                               | 25                               | 37                               | 4                                | 16                               | - ARG: Gold - FR: Platinum - UK: Gold |
| 2013 | Didn't It Rain - Fecha de lanzamiento: 6 de mayo de 2013 - Productora: Warner Bros. - Formatos: CD, vinilo y plataformas de descarga.  | 3                                | 35                               | 10                               | 3                                | 41                               | 26                               | 32                               | 40                               | 3                                | -                                |                                       |